# Silhouettella assumptia
Silhouettella assumptia là một loài nhện trong họ Oonopidae.
Loài này thuộc chi Silhouettella. Silhouettella assumptia được Michael Saaristo miêu tả năm 2001.